# Коротков, Пётр Ефимович
Пётр Ефи́мович Ко́ротков (14 июня 1926, дер. Большой Яшнур, Краснококшайский кантон, Марийская автономная область, РСФСР — 16 августа 1989, Йошкар-Ола, Марийская АССР, СССР) — марийский советский партийный и государственный деятель. Председатель Верховного Совета Марийской АССР VII—X созывов (1967—1983), заместитель Председателя Совета Министров Марийской АССР (1964—1966), председатель Комитета народного контроля Марийской АССР (1966—1967). Секретарь Марийского обкома КПСС (1967—1982), 1-й  секретарь Йошкар-Олинского горкома КПСС (1962—1964), 1-й секретарь Марийского обкома ВЛКСМ (1955—1958). Член ВКП(б) с 1947 года.

## Биография
Родился 14 июня 1926 года  в дер. Большой Яшнур ныне Медведевского района Марий Эл в семье работника лесной промышленности, ставшего начальником-орденоносцем. В 1945 году окончил Поволжский лесотехнический техникум, в 1950 году — Поволжский лесотехнический институт им. М. Горького.
В 1947 году принят в ряды ВКП(б). В 1950 году начал свою политическую карьеру инструктором Марийского обкома КПСС. В 1954 году перешёл на комсомольскую работу: 2-й, в 1955—1958 годах — 1-й секретарь Марийского обкома ВЛКСМ. В 1960 году окончил Высшую партийную школу при ЦК КПСС. С 1960 года на партийной работе: был 2-м, в 1962—1964 годах — 1-м секретарём Йошкар-Олинского горкома КПСС. С 1964 года — заместитель Председателя Совета Министров Марийской АССР, председатель Комитета партийно-государственного контроля, в 1966—1967 годах — председатель Комитета народного контроля МАССР, в 1967—1982 годах — секретарь Марийского обкома партии. 
В 1963—1985 годах избирался депутатом Верховного Совета Марийской АССР, в 1967—1983 годах — Председатель Верховного Совета Марийской АССР VII—X созывов.
Его многолетняя плодотворная политическая деятельность и большой вклад в совершенствование законодательства Марийской республики отмечены орденом Трудового Красного Знамени (трижды) и почётными грамотами Президиума Верховного Совета Марийской АССР (трижды).
Ушёл из жизни 16 августа 1989 года в Йошкар-Оле. 

## Награды
- Орден Трудового Красного Знамени (1966, 1971, 1976)[4][5]
- Юбилейная медаль «За доблестный труд. В ознаменование 100-летия со дня рождения Владимира Ильича Ленина»
- Медаль «За отвагу на пожаре» (1973)[4][5]
- Почётная грамота Президиума Верховного Совета Марийской АССР (1957, 1976, 1986)[4][5]